# 방기만
방기만(房基萬, 1954년 5월 15일~)은 롯데 자이언츠에서 뛰었던 전 야구선수다. 등번호는 36번이었다. 1982년 원년멤버로 롯데에 입단하여 주로 중간계투로 등판했다. 그 해 8경기 6.23의 평균자책점을 남기고 은퇴했다.

## 출신 학교
- 성남고등학교
- 건국대학교

## 같이 보기
- 1982년 롯데 자이언츠 시즌